# Museum 1915–18

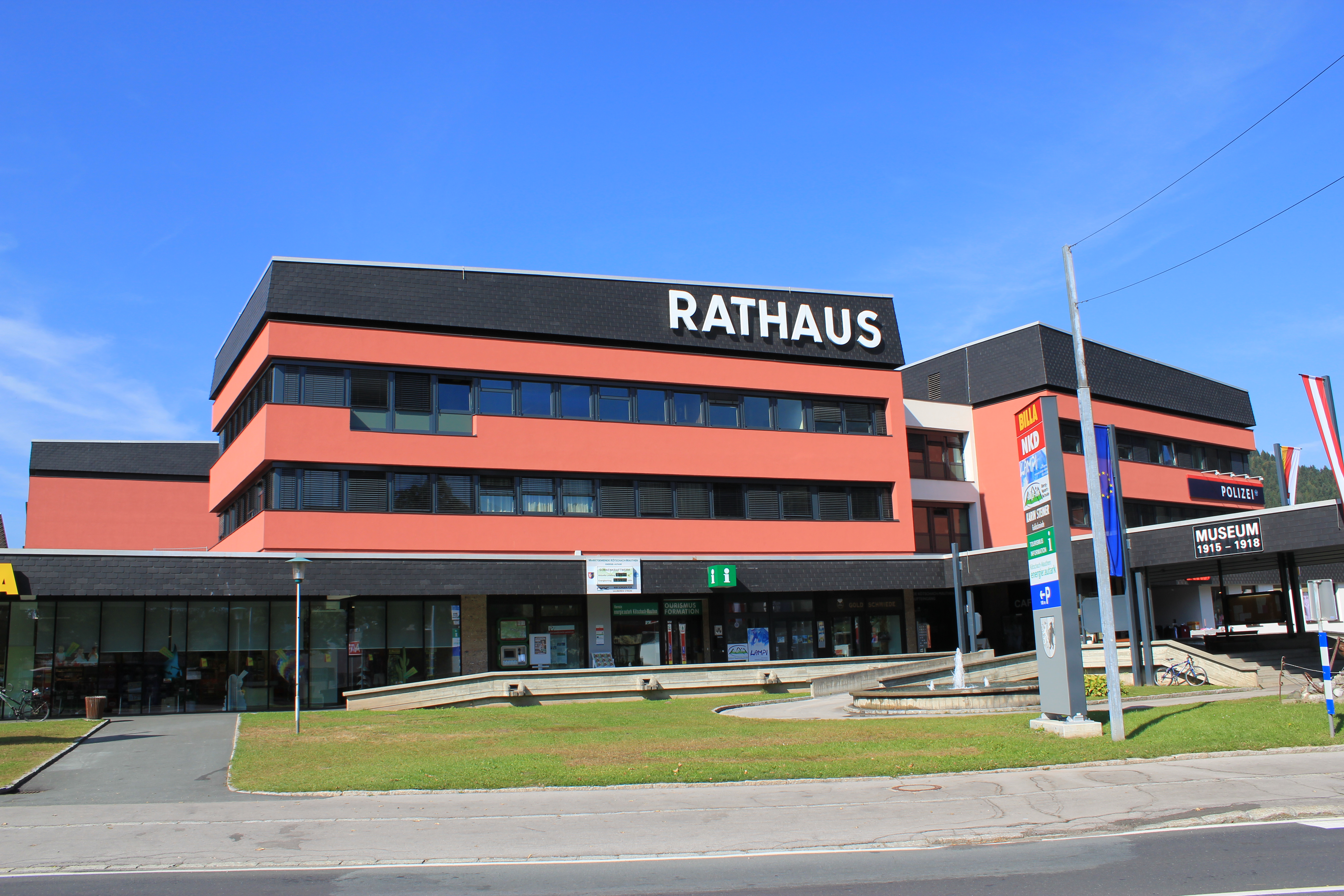
Das Rathaus von Kötschach-Mauthen

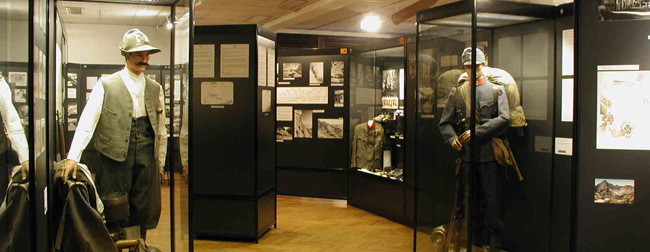
Museum 1915–18, der Eingangsbereich des Museums

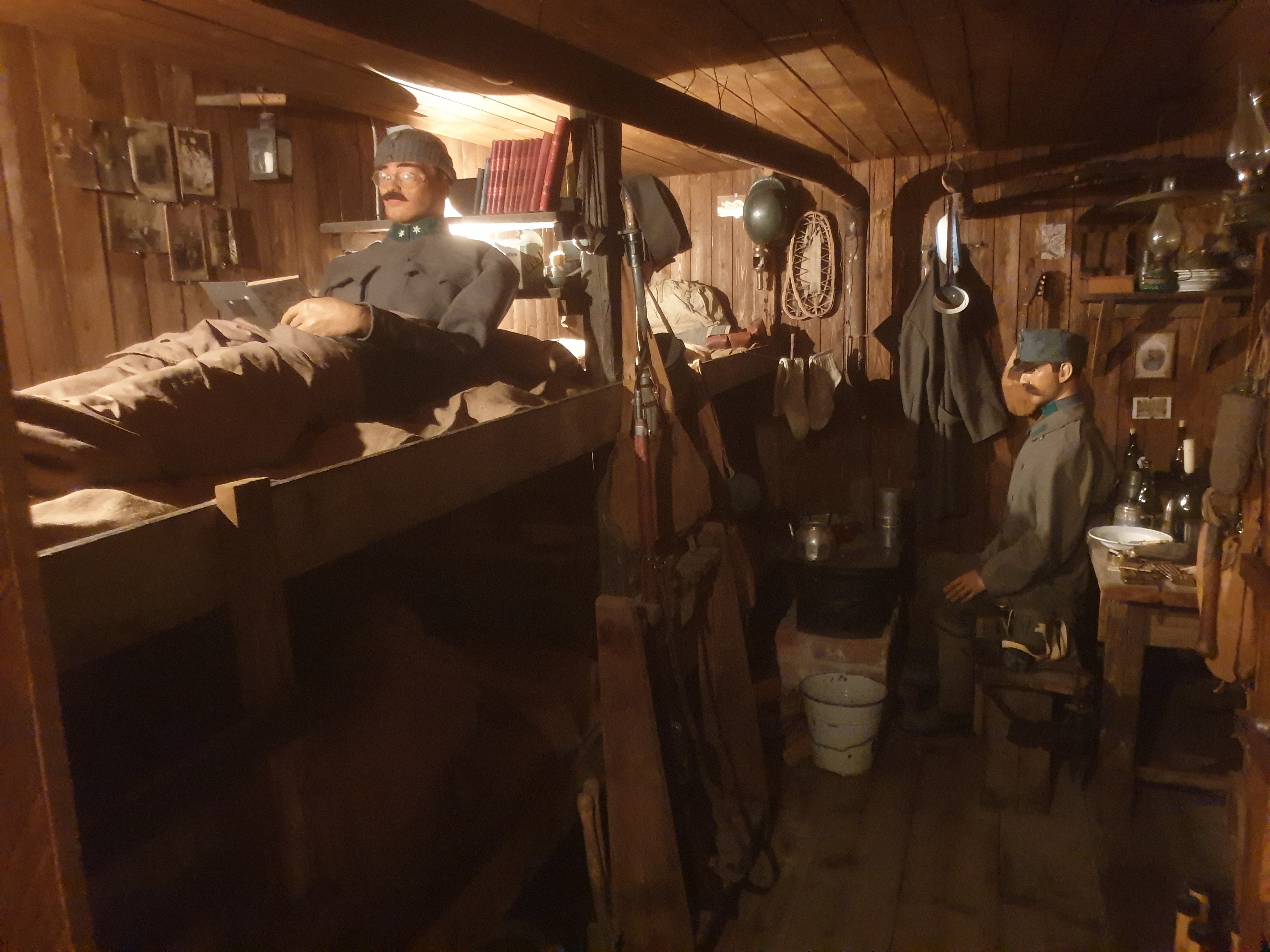
Wohnbaracke

Das Museum 1915–18 ist ein Anti-Kriegsmuseum im Rathaus in der Marktgemeinde Kötschach-Mauthen in Kärnten. Das Museum des Vereins der Dolomitenfreunde dokumentiert den Gebirgskrieg 1915–1918 im Ersten Weltkrieg zwischen Österreich-Ungarn und Italien.

## Museum
Auf über 600 m² wird mit zahlreichen, historischen Fotos, Dokumenten, Fundstücken und Exponaten sowie dem Nachbau alpiner Stellungen die Sinnlosigkeit eines Krieges gezeigt. Das Museum bietet eine behindertengerechte Einrichtung, eine Kinder-Spielecke und museumspädagogische Programme für Schulklassen. Als Mahnung zum Frieden in Europa dokumentiert das Museum die Front vom Ortler bis zum Isonzo und die Geschichte des Weltkrieges anhand der Schicksale einfacher Soldaten und der Zivilbevölkerung auf beiden Seiten.

## Sonderausstellungen
- 1999 Von der Brieftaube zur Radiotelegraphie.
- 2000 Die Donau. Ein Strom schreibt Geschichte.
- 2001 Es zog ein Regiment .... Zinnfiguren in des Kaisers Rock, die k.u.k. Armee um 1900.
- 2002 Technik - Berge - Pioniere. Die Standseilbahn bei der Frondell Alm.
- 2003 Kärntner Grenzbefestigungen. Bollwerke durch Jahrhunderte.
- 2004 Verbindung hergestellt.
- 2004 Drei Orte - Ein Schicksal. Monfalcone - Kötschach-Mauthen - Przasnysz.
- 2005 Die Straße über den Passo San Boldo.
- 2005 Krieg an der Wand.
- 2006 An die Grenze fliegen.
- 2008 Weder Krieg noch Frieden.
- 2009 An Österreichs Grenze.
- 2010 Die Bosniaken kommen.
- 2011 Frauen im Krieg.
- 2012 Treffpunkt Friedenswege.
- 2013 Kamerad auf 4 Pfoten.
- 2014 1914 - Der Anfang vom Ende.
- 2015 Kunst im Krieg - Krieg in der Kunst.[1]
- 2017 In den Häfen Österreich-Ungarns.
- 2018 Piave - Schicksalsfluss der Monarchie.[2]
- 2020 Galizien 1914–1917, Soldatenleben hinter der Front.

## Leitung
- 1992–2004 Walther Schaumann

## Freilichtmuseum Plöckenpass-Kleiner Pal

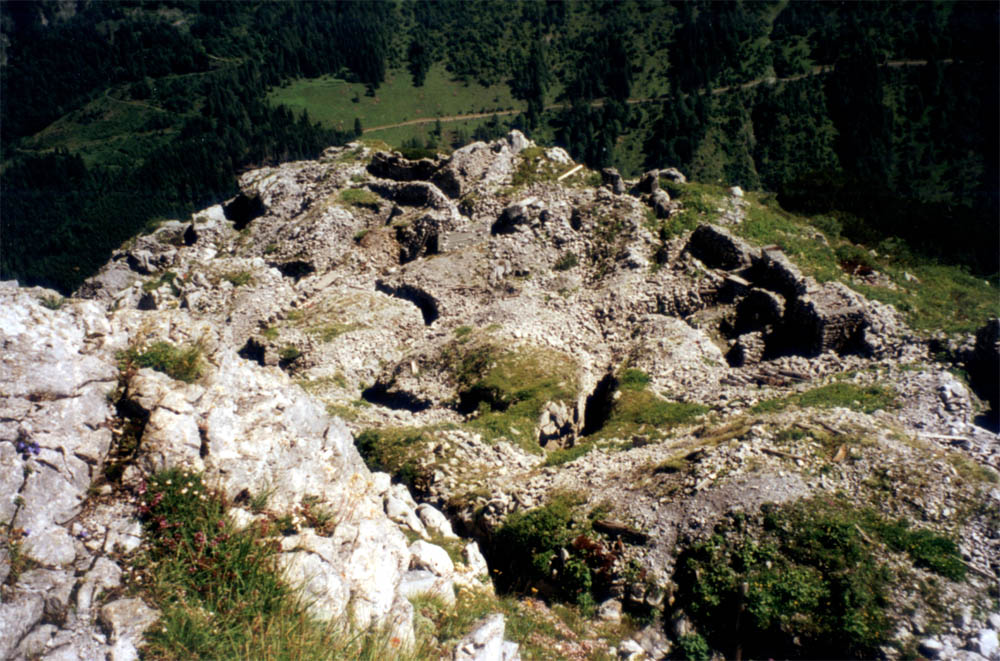
Kleiner Pal

Friedenswege im Raum Plöckenpass beim Kleinen Pal: Seit 1973 werden die unbegehbar gewordenen Frontsteige von den Dolomitenfreunden wieder instand gesetzt und als Freilichtmuseum des Gebirgskrieges 1915–1917 mit Stellungsanlagen, Baracken, Stollen und Postenständen allgemein zugänglich gemacht.

## Auszeichnungen
- 1993 Österreichischer Museumspreis
- 1996 Kulturgüterschutz
- 2012 Österreichisches Museumsgütesiegel